# Фасхутдинов, Ирик Абзалтдинович
Ирик Абзалтдинович Фасхутдинов (19 октября 1960) — советский и российский игрок в хоккей с мячом и тренер. Заслуженный мастер спорта СССР (хоккей с мячом, 1985), двукратный чемпион мира.

## Биография
Начал игровую карьеру в родном Ульяновске. С 17 лет — в основном составе. Также играл в хоккей на траве. Победитель международного турнира «Дружба» по хоккею на траве в 1979 году в составе молодёжной сборной СССР.
В 1982 году перешёл в подмосковный «Зоркий». Но сезон 1983/1984 провёл в СКА (Свердловск). В 1984 году вернулся в «Зоркий». Здесь он играл до распада СССР. Трижды (1983, 1985, 1991) был серебряным и дважды бронзовым (1987, 1989) призёром чемпионата СССР. Пять раз (1985, 1986, 1989, 1990, 1991) становился обладателем Кубка СССР. Обладатель Кубка мира 1990 года. Включался в список 22 лучших игроков сезона (1983, 1985, 1986, 1987, 1988, 1989). Вошёл в символическую сборную «Зоркого» за 40 лет (2002).
Привлекался в сборную СССР. Провел 61 матч, забил 12 мячей.
С развалом СССР выехал за рубеж. Выступал в нескольких клубах Швеции. А после окончания карьеры игрока тренировал шведские клубы.
Выступая за сборную России, провёл 7 игр.
В 2001-2002 годах был главным тренером казанской «Ракеты», с которой дошёл до финала Кубка России 2002 года, привёл команду к бронзовым медалям чемпионата России по мини-хоккею.
В настоящее время — спортивный директор ХК «Волга».
Имеет высшее образование. Окончил Московский областной государственный институт физической культуры в Малаховке.
Племянник Ирика Фасхутдинова — Максим Фасхутдинов, отец которого — Раип — играл за ульяновскую команду в 1970-1980-е годы.